# Dirk Piezunka
Dirk Piezunka (* 1969 in Bremen) ist ein deutscher Jazzmusiker (Saxophone).

## Leben und Wirken
Piezunka, dessen Eltern Amateurmusiker sind, erhielt zunächst klassischen Klavierunterricht und trat bereits als Kind bei den Hausmusikabenden seines Großvaters auf. Sein Vater, der selbst klassische Geige spielte, zeigte ihm die ersten Griffe auf dem Tenorsaxophon, das er aber erst mit 20 Jahren erlernte. In seiner Jugend spielte Piezunka zunächst Tasteninstrumente in verschiedenen Bands. Nach dem Abitur studierte er zunächst Musik und Deutsch auf Lehramt. Im Anschluss absolvierte er zwischen 1996 und 2000 den Jazzstudiengang des Konservatoriums Hilversum bei Ferdinand Povel. 
Zurück in Deutschland hat Piezunka zunächst bei den Swingin’ Fireballs, bei Matelato und bei Flindt’s Tones gespielt. Seit 2010 hat er vier Platten (gemeinsam mit Gitarrist Martin Flindt und seinem Bruder Jens Piezunka am Bass) im Trio Continuum aufgenommen, das Kirchenlieder und weltliche Musik der Renaissance reharmonisiert und mit der Improvisationskunst des Jazz verbindet; dessen Erstling Jazz ’n’ Spirit kam 2011 beim Preis der deutschen Schallplattenkritik auf die Bestenliste.  Mit seinem Dirk Piezunka Quartet entstanden zwei Alben, zuletzt Monday Night by the Riverside, das 2014 bei Seña Music erschien. Weiterhin spielte er mit seinem Quartett auf diversen Jazzfestivals, ist als Baritonsaxophonist mit der Band Westcoast Quartet und als Solist in Sigi Buschs Quartett Buschmusic, bei Jörg Seidel und im Joe Dinkelbach Trio aktiv; ferner trat er zusammen mit den Bremer Philharmonikern auf. Zudem leitet er die wöchentliche Jamsession Jazz on Board auf dem Theaterschiff in Bremen seit 15 Jahren und spielte mit Dusko Goykovich, Bernard Purdie, Doug Sides, Dejan Terzic, Martin Gjakonovski, Claus Raible, Ken Norris, Barry Finnerty, Jost Nickel, Lutz Krajenski und Florian Poser. 
Piezunka unterrichtete Saxophon an der Hochschule für Künste Bremen; derzeit lehrt er am Ökumenischen Gymnasium zu Bremen.